# Ala-Archa nationalpark
Ala-Archa nationalpark är en nationalpark i Kirgizistan, etablerad 1976. Den ligger i Kirgizbergen i provinsen Tjüi, cirka 30 km söder om Kirgizistans huvudstad Bisjkek, och omfattar 194 km². Parken sträcker sig över 25 km från norr till söder och omfattar floden Ala-Archas övre lopp och floddal med omgivande berg. Parkens namn kommer från det kirgiziska ordet archa som betyder enbär och syftar på de enar som växer i floddalen, och ala betyder ungefär ”mångfärgad” eller "brokig".
Parken är den äldsta och mest besökta nationalparken i Kirgizistan och uppskattas både för sina naturscenerier och möjligheter till friluftsaktiviteter som vandring, klättring och skidåkning. Mest besökt är parken från maj till oktober, då väderförhållandena för att besöka bergen är bäst. Det finns ett logi-, camping- och picknickområde cirka 10 km in i parken, sett från parkens entré.

## Geografi
Ala-Archa nationalpark ligger i Kirgizbergen  i norra Kirgizistan. Kirgizbergen är en västlig utlöpare av Tian Shan. Parken omfattar floden Ala-Archas övre lopp och floddal med omgivande berg. Denna flod får sitt vatten från snö och glaciärer i bergen och rinner norrut från Kirgizbergen, tills att dess nedre lopp förenar sig med den större floden Tju. Altituden inom parken går från cirka 1 600 meter över havet (m ö.h) i det lägsta området vid parkens entré i norr och upp till över 4 000 m ö.h i de högsta bergsområdena.

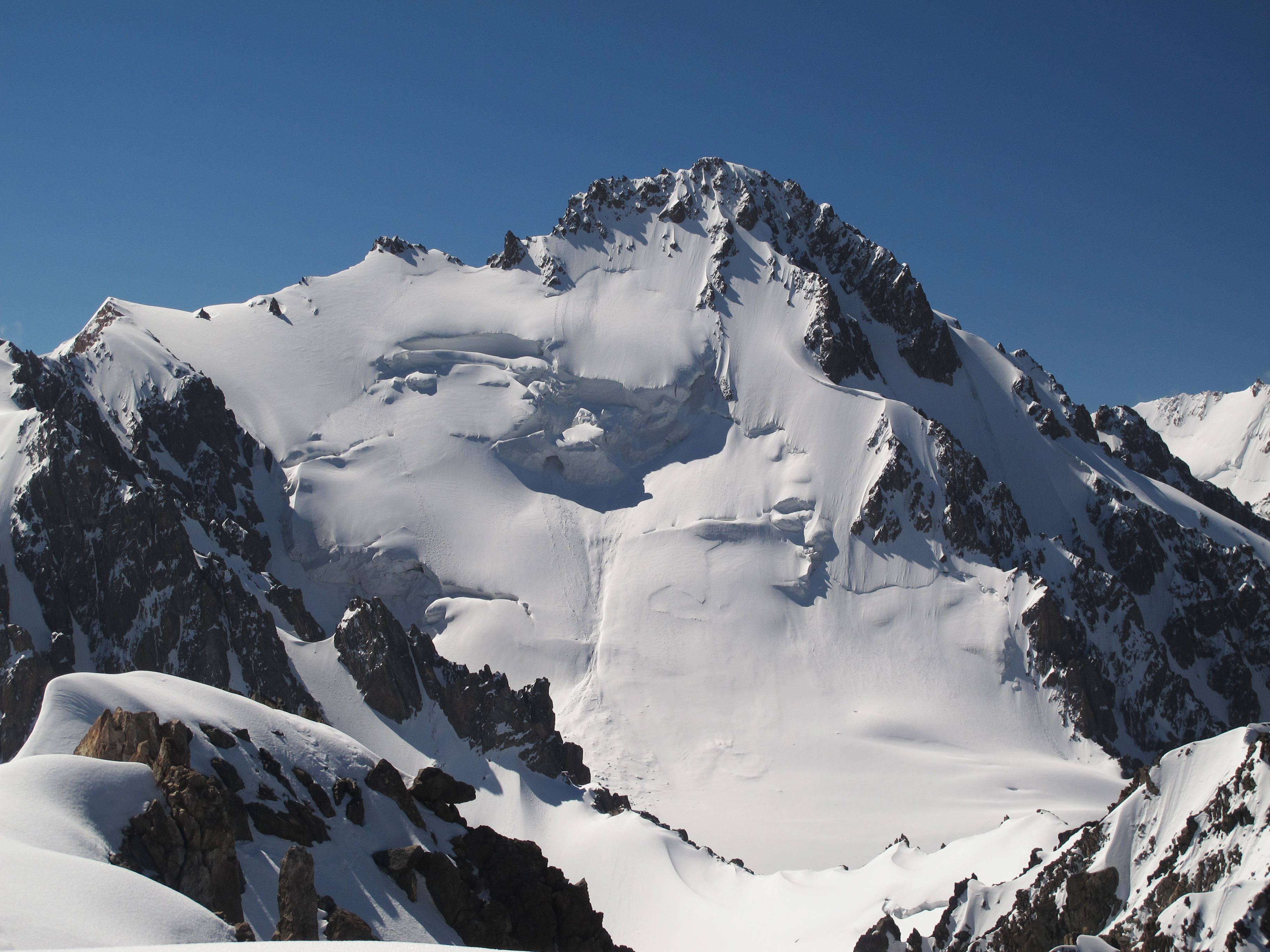
Bergstoppen Semjonov-Tian-Sjanskij.

Totalt finns över 50 bergstoppar i parken. Den högsta är Semjonov-Tian-Sjanskij med 4 875 m ö.h (eller 4 895 m ö.h) vid parkens östra gräns. Näst högsta bergstopp är Korona med 4 860 m ö.h. som också ligger nära parkens östra gräns. Det finns ett 20-tal glaciärer i parken varav glaciären Ak-Sai (eller Ak-Say), på berget Koronas sydvästra sida, har den största isvolymen. Glaciärerna i parken täcker totalt en yta på cirka 33 km² (siffra från omkring år 2012). Mätningar har visar att parkens glaciärer har krympt sedan år 1964, då de totalt täckte en yta på cirka 40 km². Den till ytan största glaciären är Golubin med cirka 5 km², i den sydöstra delen av parken. Glaciären Ak-Sai har en yta på 4,5 km².
Glaciärernas smältvatten är källan för många små vattendrag som rinner ned från bergen och ut i Ala Archa-floden. De mest signifikanta av dessa biflöden är Ak-Sai och Adygene. Floden Ak-Sai har sin källa vid glaciären Ak-Sais fot, cirka 3 300 m ö.h, och längs dess lopp finns på cirka 2 860 meters höjd ett vattenfall med en fallhöjd på 40 meter. Floden Adygene har sin källa i en glaciärsjö med samma namn på cirka 3 600 meters höjd i parkens sydvästra del. Denna glaciärsjö är den största av ett antal små moränsjöar i området nedanför glaciären Adygene (eller Adygyne) och är som längst 371 meter och som bredast 170 meter med en omkrets på cirka 1 090 meter. Glaciären Adygene är samtidigt den av Ala-Archas glaciärer som förlorat mest massa sedan 1964. Små moränsjöar finns också nedanför glaciärer i andra delar av parken.
Själva floden Ala-Archa har till sitt lopp inom nationalparken karaktären av en typisk bergsflod och rinner huvudsakligen i en enda fåra med bara måttlig meandering och många små fall och forsar. Dess floddal, eller flodravin, har branta sidor och stiger från norr mot söder i etapper, formade av glaciärer, upp till cirka 3 558 m ö.h vid huvudfårans källor. På lägre höjd finns skog och på högre höjd alpin gräsmark med inslag av klippor och stenfält.

## Klimat

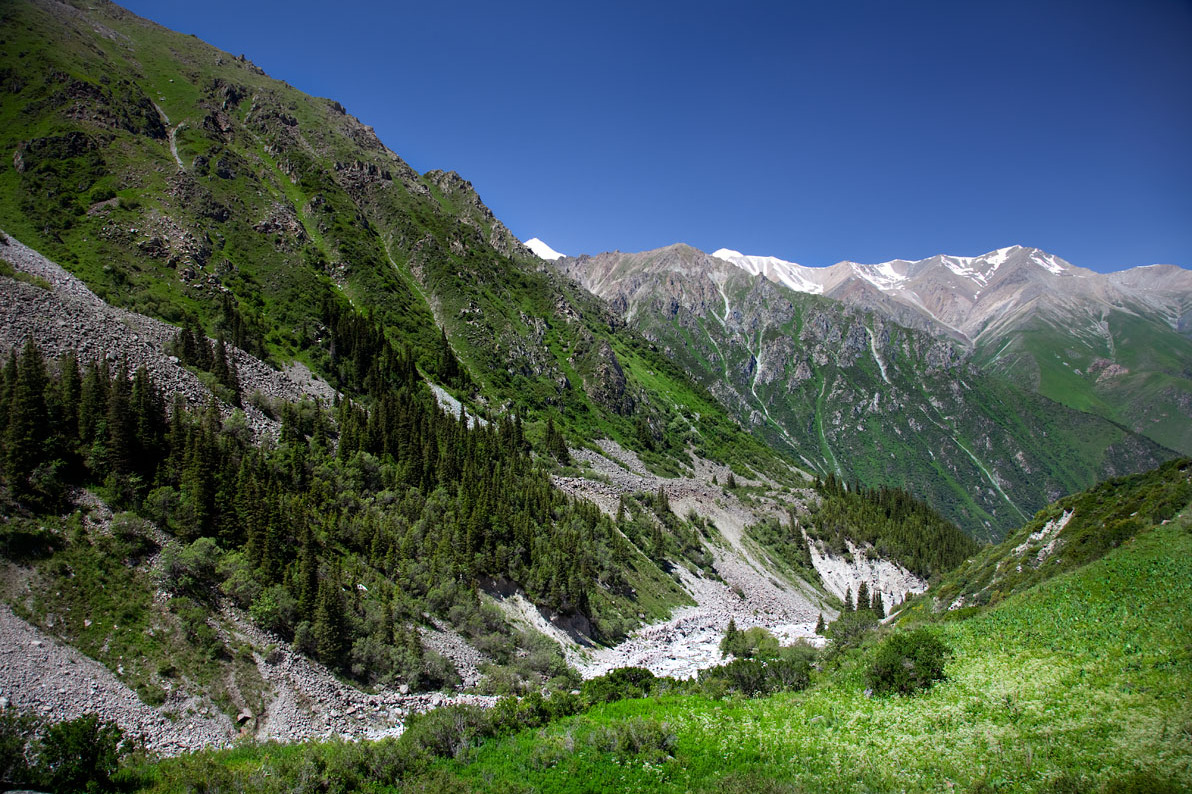
Ala-Archa nationalpark i juli, 2009.

Norra Kirgizistan har ett tempererat inlandsklimat och Ala-Archa är en alpin nationalpark. Detta innebär att klimatet påverkas av höjden, framförallt märkbart genom att med ökad höjd blir temperaturen i genomsnitt lägre med svala somrar och kalla vintrar. I Ala-Archas floddal finns på 2 100 meters höjd en väderstation, i anslutning till parkens logi-, camping- och picknickområde, som kallas Alplager, och där brukar dygnsmedeltemperaturen gå över 0°C någon gång under slutet av mars, för att i april gå upp till omkring 3°C och i maj 5°C. Fläckvisa snötäcken kan här ligga kvar till slutet av maj. Sommaren är sval med en dygnsmedeltemperatur på cirka 12°C. Juli och augusti är de varmaste månaderna då maxtemperaturen under dagen kan nå 27–30°C. Samtidigt är nätterna kalla, ibland bara 4–5°C, och minimitemperaturen för ett dygn kan till och med under sommaren nå omkring 0°C. Hösten börjar i september som ändå brukar vara en månad med relativt varma dagar. Men i oktober faller temperaturen snabbt för att nära månadsskiftet till november gå under 0°C i dygnsmedeltemperatur igen och i november börjar vintern. Under januari och februari som är de kallaste månaderna är den genomsnittliga maxtemperaturen −2°C till −3°C och den genomsnittliga minimitemperaturen −10°C under dagen. På natten kan det bli −19°C. Högre upp i bergen ökar temperaturen långsammare och värmen kommer senare på året. Trädgränsen går vid mellan 2 500 och 2 800 m ö.h. Högst upp i den högalpina zonen, över 3 000 m ö.h, finns snöfält och glaciärer och temperaturen är låg året runt. Inte ens under sommaren går dygnsmedeltemperaturen här mycket över 4°C. Vintrarna är mycket kalla och hårda i denna zon, eftersom den förutom höjden är öppen för kalla vindar. I floddalen är vintern kall, men den skyddas ändå från de kallaste vindarna av de omgivande bergen. Smältperioden för glaciärena börjar från mitten av maj och varar till slutet av augusti eller mitten av september.
Nederbörden i Ala-Archa regionen är cirka 520–760 mm per år. Vid Alplager kommer nederbörden under våren både som snö och regn. Under sommaren faller den mest som regn. På hösten börjar snö falla igen och under vintern faller mest snö. Högre upp i bergen kan det snöa även mitt i sommaren och i den högalpina zonen faller 45–65% av sommarnederbörden som snö. Våren är den mest nederbördsrika tiden på året i Ala-Archa. Nederbörden börjar öka i april och mest nederbörd brukar det komma i maj och juni, särskilt juni. Under dessa vårmånader kan nederbörden vara 80 mm per månad. Under sommaren får högre höjder mer nederbörd än lägre höjder. I den högalpina zonen är sommarnederbörden i genomsnitt omkring 300 mm. Fram mot hösten minskar nederbörden och september, då det brukar vara klart väder, är generellt den torraste av de varmare månaderna. På vintern får lägre höjder mer nederbörd än högre höjder. Snötäcket under vintern i Ala-Archa regionen brukar generellt inte vara så djupt, på grund av den relativt låga nederbörden under vintermånaderna. Tjockast blir snötäcket i de medelhöga bergen, där det i mars kan vara över 70 cm tjockt. I floddalen brukar snötäcket maximalt nå en tjocklek på 60–70 cm. I de högsta bergen är snötäcket mer utsatt för starka vindar som kan blåsa rent klippor och steniga branta sluttningar, varför bara steniga områden blandas med snötäckta, och ackumulera snö i klyftor och raviner, där den kan ligga kvar ända till sommaren, särskilt i nordligt läge där solen inte är stark.

## Flora och fauna
Ala-Archa nationalpark har både subalpina och alpina vegetationszoner och sett till mikroklimatet rymmer parken exempel på nästan alla typer av ekosystem som förekommer i Kirgizistan, däribland blandad barrskog, lövfällande skog, enbärsskog, buskmark, buskstäpp eller buskhalvöknen, grässtäpp, äng, ängsstäpp, skogsäng, floddalar och högalpina områden. Parkens växtliv är rikt för Kirgizistan och utmärks bland annat av granar och enbärsträd samt av en rik vårblommande flora med bland annat krokus och tulpaner. Till de krokusarter som växter i parken hör Crocus alatavicus och bland tulpaner hittas exempelvis Tulipa heterophylla och Tulipa zenaidae. Ett av de artrikare örtsläktena i parken är löksläktet (Allium) med 18 arter, däribland Allium atrosanguineum, som anses kunna ätas.
Skogar täcker totalt sett en ganska liten yta av nationalparken. De enbärsskogar som parken är mest känd för återfinns en bit upp längs Ala-Archas floddal, sett från parkens entré, på floddalens sluttningar, och på sluttningar i dess sidoraviner. Exempel på arter ur ensläktet som finns i parken är Juniperus semiglobosa och Juniperus sabina (sävenbom), samt en (sibirisk en). På 2 100 till 2 800 meters höjd är kosackgran (Picea schrenkiana) ett karaktärsträd som kan bilda bestånd på skuggade nordvända sluttningar. Längst ned i floddalen finns en liten skog med både barrträd och lövträd, med inslag av introducerad sibirisk lärk. Bland lövträd återfinns bland annat korallrönn (Sorbus tianschanica) och björken Betula tianschanica.
Högre upp i bergen, över 2 600 m ö.h, är buskmark med dvärgvuxna enar och alpina ängar med gräs och lågväxta örter de vanligaste vegetationstyperna. Vid 3 000 m ö.h försvinner buskarna men alpina ängar förekommer fortsatt upp till cirka 3 500 m ö.h eller något högre (max 3 700 m ö.h). Vegetationen i den högalpina zonen är överlag sparsam och mosaikartat. Över 3 500 meter, i snözonen (nival zon), finns knappt någon vegetation, förutom en del frosttåliga örter som kan växa i de karga områdena nedanför glaciärerna om det bara finns en spricka med lite jord där de kan rota sig, till exempel edelweiss. En del mossor och lavar förekommer också i denna zon. Totalt finns det över 800 arter av högre växter i parken (minst 756 arter av kärlväxter), inklusive 70 arter av träd och buskar.

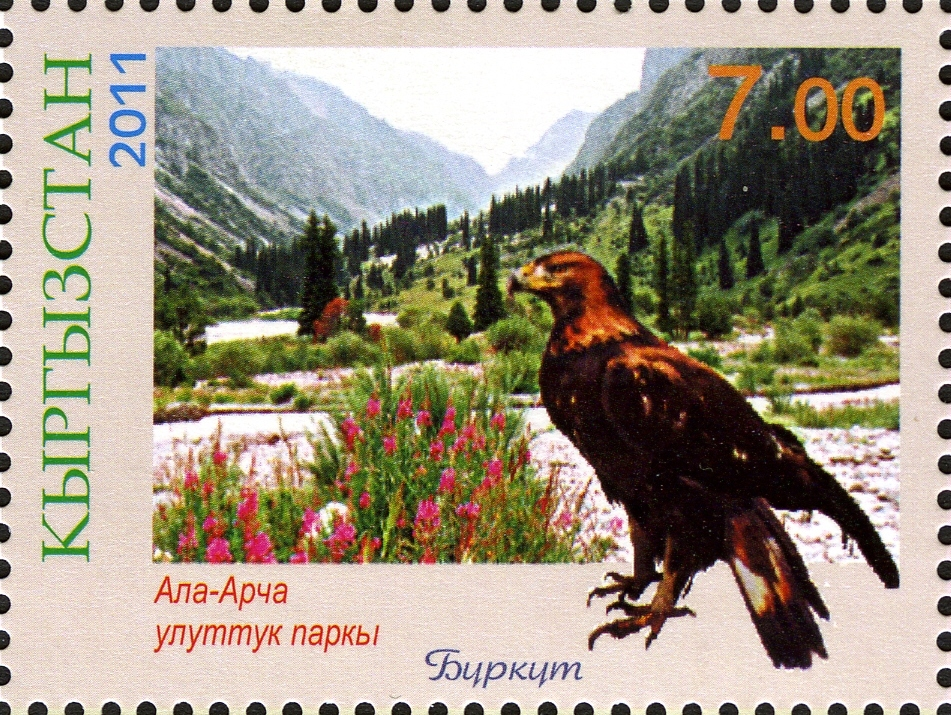
Frimärke med Ala-Archa nationalpark.

Till djurlivet i Ala-Archa hör bland annat däggdjur som sibiriskt rådjur, sibirisk stenbock,, argali (underart: Ovis ammon polii, Marco Polo-får), vildsvin, hare (Lepus tolai), pipharar (som röd piphare),, vesslor, hermelin, grävling (Meles leucurus), långsvansat murmeldjur, stäppiller, rävar, lodjur (underart: Lynx lynx isabellinus), varg, björn (sällsynt) och snöleopard (mycket sällsynt). Första gången en kamerafälla filmade en snöleopard i parken var 2017.
Det finns över 100 fågelarter i parken, de flesta är olika tättingar, men det finns också flera rovfåglar, till exempel kungsörn, olika falkar och hökar, samt brun glada. Gåsgam och lammgam förekommer också och ibland ses snögam (sällsynt). Exempel på ugglefåglar är hornuggla och berguv. Många arter av trastar brukar kunna ses i parken, däribland stentrast och svarthalsad trast. Blå visseltrast, som hör till familjen flugsnappare, finns också i parken. I skogarna, speciellt i enbärsskogarna, finns många tättingar, däribland tujastenknäck, bergtajgasångare, rosenfink och azurmes. Längs vattendrag kan bland annat brun strömstare ses. I höglandet är snöhöns karaktäriska fåglar.
Många fjärilar förekommer i parken, däribland flera alpina apollofjärilar, som Parnassius tianschanicus, Parnassius patricius, Parnassius actius och Parnassius delphius. Flera alpina fjärilar är sällsynta, men kunskapsbrist råder avseende hotstatus för populationerna av de flesta arter, som inte är tillräckligt väl studerade.

## Turism
Ala-Archa nationalpark är den äldsta och mest besökta nationalparken i Kirgizistan och uppskattas både för sina naturscenerier och möjligheter till friluftsaktiviteter som vandring, klättring och skidåkning. Mest besökt är parken från maj till oktober, då väderförhållandena för att besöka bergen är bäst. Det finns ett logi-, camping- och picknickområde cirka 10 km in i parken, sett från parkens entré, dit det går en asfalterad väg, som gör det möjligt att nå platsen med fordon. Detta område i parken kallas Alplager och etablerades 1953.
Ala-Archa blev ett populärt mål för bergsklättrare redan under sovjettiden. Särskilt de höga bergstopparna i parkens östra del, runt glaciären Ak-Sai, lockade klättrare. Nedanför denna glaciär står idag kvar en stuga för bergsklättrare, byggd under sovjettiden, som kallas Ratsekstugan, efter den sovjetiska bergsbestigaren Vladimir Ratsek. Idag finns cirka 140 graderade klätterleder i parken av varierande svårighetsgrad och komplexitet. Ratsekstugan används också idag som en bas för klättrare, med möjlighet för klättrare att boka enkel logi och proviantera. Det ordnas även kurser i bergsklättring där. En annan lämning högt upp i Ala-Archa efter sovjettiden som turister kan beskåda är en övergiven skidbas. I flodens Adygenes dalgång, väster om Alplager, finns en gammal kyrkogård för förolyckade bergsbestigare. Vandringsleder av olika längd och svårighet utgår från entrén och Alplager. Många kirgizer besöker idag Ala-Archa för rekreation i naturen och många familjer från Bisjkek kommer hit men stannar mest omkring Alplager för picknick och korta vandringar.
Den 1 maj varje år brukar många människor samlas och slå läger i floddalen för att delta i Alpinada-festivalen, ett evenemang där man bestiger den 4 204 m ö.h höga Komsomolets-toppen. Från Alplager innebär detta en vandring med en stigning på cirka 2 100 meter.

## Bildgalleri

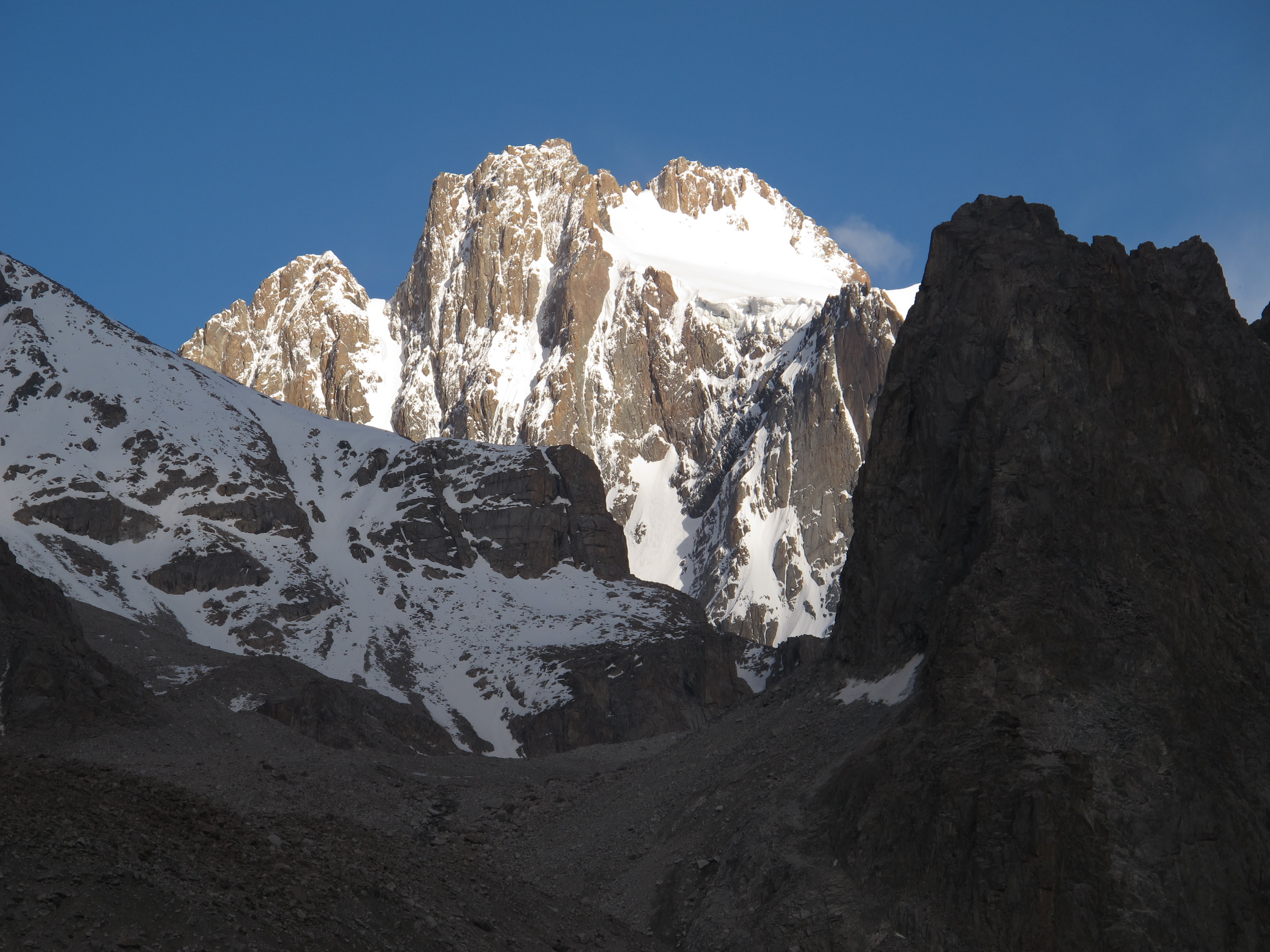
Bergstoppen Korona.
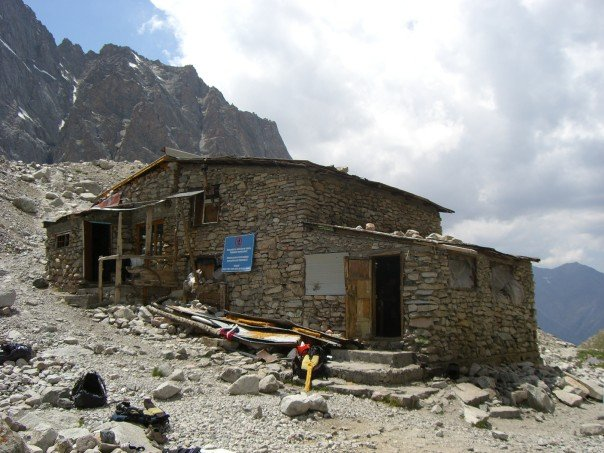
Gammal bergsklättrarstuga nedanför Ak-Sai glaciären.
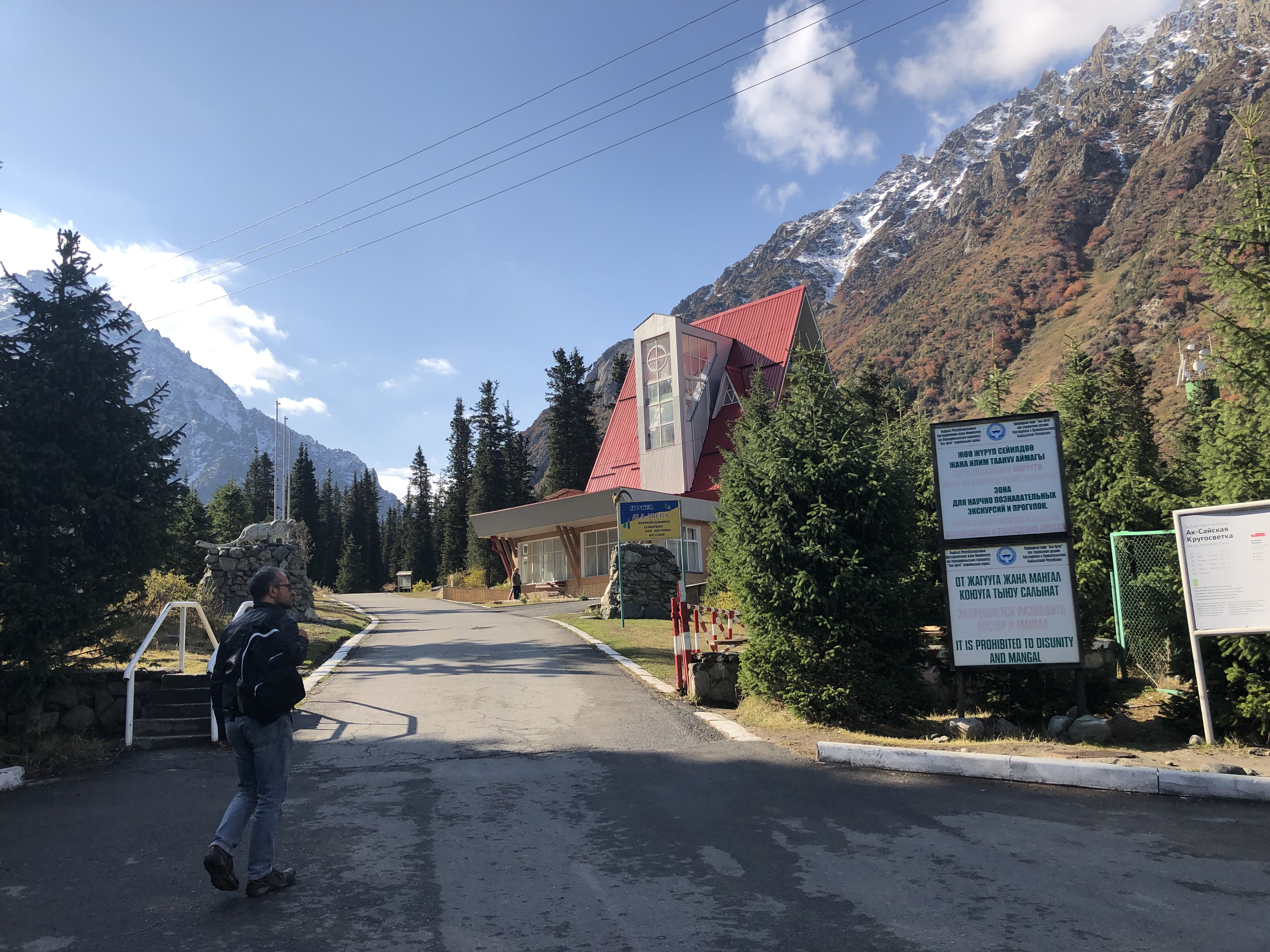
Entrén till nationalparken.
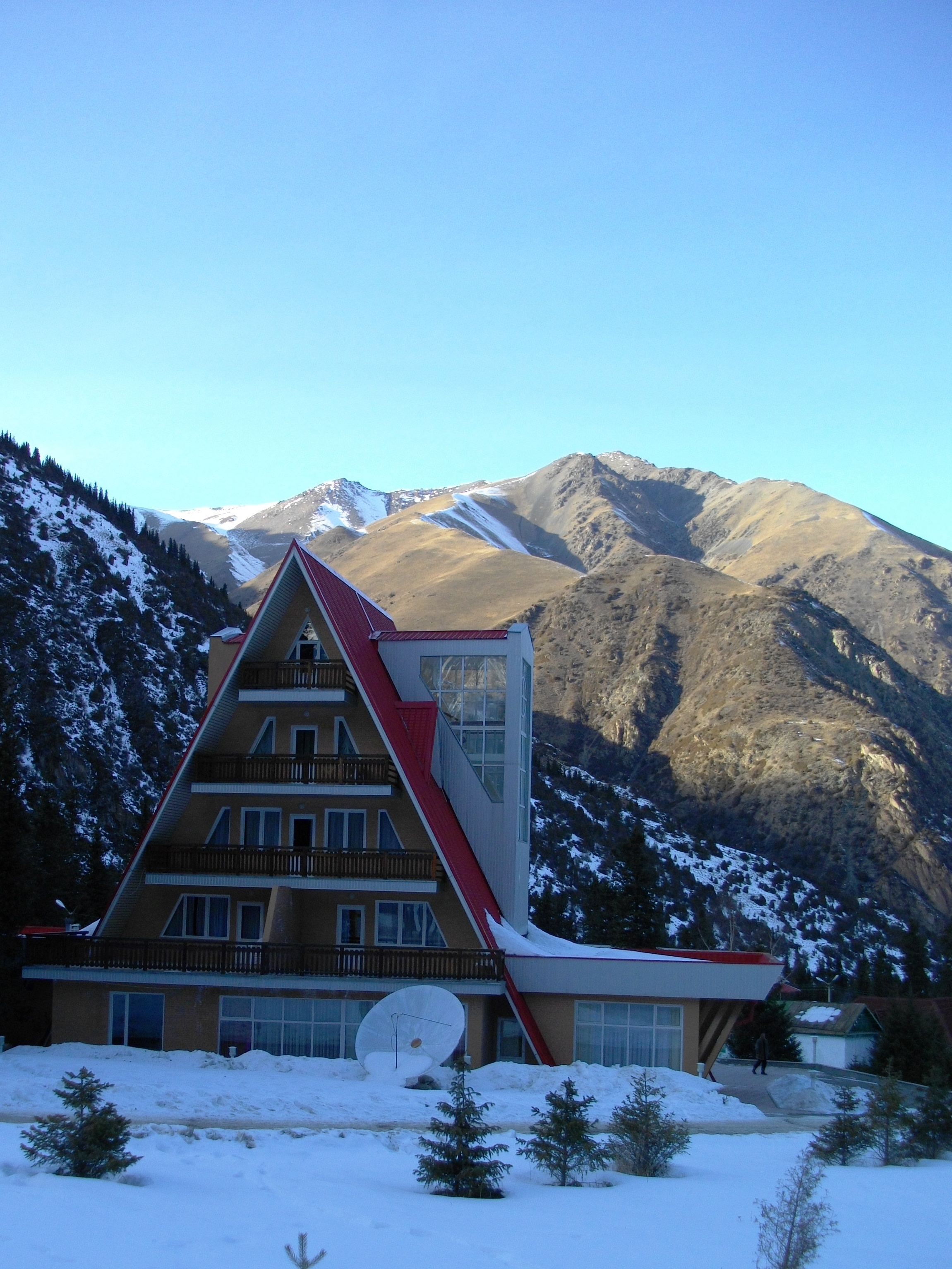
Ala-Archa hotell vid Alplager.